# Білоруський правопис 1959 року
Білоруський правопис 1959 року (біл. Беларускі правапіс 1959 году; Biełaruski pravapis 1959 hodu) — нормативний правопис білоруської мови (з 01.01.1958 у школах). Рік його першої публікації, 1959 рік, в народі асоціюється з цим написанням.
Проєкт часткових роз'яснень та правописних змін 1933 р. був підготовлений Правописною комісією під головуванням Я. Коласа та К. Крапіви (1950-1951 рр.), опублікований у 1951 р., переглянутий у 1956 р. та затверджений постановою Ради Міністрів БРСР «Про уточнення та часткові зміни наявного білоруського правопису» (11 травня 1957 р.).
Посібник з правопису «Правила білоруської ортографії та пунктуації» був виданий окремою книгою, підготовленою в Інституті мовознавства АН БРСР під керівництвом К. Крапіви та П. Глебки (1959). Кодекс цих ортографічних правил був включений в академічні видання граматики білоруської мови (1962-1966 та 1985 рр.).
Однією з фундаментальних змін було зменшення впливу походження лексики на її правопис, особливо при написанні ненаголошеного «э»/«е». З двох крайніх варіантів, згаданих у преамбулі проєкту 1951 р., тобто повне підпорядкування іноземних слів принципу акання, нарешті було обрано змішаний варіант з поширенням принципу акання на всі слова, незалежно від походження, та з поширенням принципу якання на слова зі слов’янською основою та на «давно запозичені» неслов'янські слова.